# Dimitris Mitropanos
Dimitris Mitropanos (griechisch: Δημήτρης Μητροπάνος, * 2. April 1948 bei Trikala, Griechenland; † 17. April 2012 in Athen) war ein griechischer Sänger. Seine Musikrichtung war das sogenannte Laïkó. Er arbeitete mit den griechischen Komponisten Mikis Theodorakis, Stavros Xarchakos, Manos Hadjidakis und Thanos Mikroutsikos zusammen. Dimitris Mitropanos wurde als einer der besten Musiker griechischer Volksmusik seit 1980 angesehen.

## Leben und Karriere
Dimitris Mitropanos wurde 1948 in Agia Moni, einem kleinen Ort außerhalb von Trikala geboren. Seine Mutter stammte aus Trikala, sein Vater aus einem kleinen Ort in der Nähe von Karditsa. Er wuchs ohne Vater auf, diesen lernte er erst im Alter von 29 Jahren kennen. Bis zu seinem 16. Lebensjahr nahm er an, sein Vater sei als Widerstandskämpfer im Krieg ums Leben gekommen. Durch einen Brief bekam er die Information, dass der Vater am Leben sei und in Rumänien lebe. Schon als kleiner Junge half er in den Sommerferien im Lokal seiner Familie aus. Wie viele Kinder in Griechenland half er beim Bedienen der Gäste. Noch vor dem Ende der Schulzeit ging Mitropanos 1964 nach Athen. Dort lebte er bei einem Onkel in der Odos Acharnon. Er beendete die Schule und begann als Sänger zu arbeiten.
In der Taverne seines Onkels sang Grigoris Bithikotsis, damals ein Star in Griechenland. Mitropanos und Bithikotsis freundeten sich an. Über diese Freundschaft lernte er viele andere Sänger der griechischen Volksmusik kennen. Mit Giorgos Zambeta bestand ein inniges Verhältnis. Mitropanos bezeichnete ihn als seinen zweiten Vater. 1966 traf Mitropanos das erste Mal auf Mikis Theodorakis. Er trat in einer Reihe von Konzerten in Griechenland und auf Zypern auf.
1967 erschien seine erste Schallplatte, die den Titel Thessaloniki enthielt. Vorher hatte er schon das Lied Hameni pasxalia aufgenommen, das aber von der Junta, der Griechischen Militärdiktatur, zensiert und deshalb nicht veröffentlicht wurde.
Mitropanos trat in der Folge mit fast allen bekannten griechischen Künstlern der Volksmusik auf. Viele seiner Lieder sind in ganz Griechenland bekannt und werden oft auch bei touristischen Folkloreabenden gespielt. Eines der bekanntesten Stücke ist S'anazito sti saloniki mit der Musik von Marios Tokas aus den 1980er Jahren. Bis 2011 erschienen 45 Alben von Mitropanos.
Am 17. April 2012 verstarb Dimitris Mitropanos in einem Athener Krankenhaus an einem Lungenödem. Zwei Tage später wurde er
auf dem Ersten Athener Friedhof beigesetzt.

## Diskografie

### Singles (Auswahl)
| - 1971: Dose Mou Fotia - 1973: Pes Mou Pou Poulan' Kardies - 1976: Kalokairia Kai Cheimones - 1988: Gia Na S' Ekdikitho (mit Lakis Papadopoulos) - 1989: Mia Zoi Mesa Stous Dromous - 1991: Klino Ki Erhome (mit Nikos Portokaloglou) - 1992: S' Anazito Sti Saloniki - 1992: Mia Stasi Edo - 1992: Thalasses - 1993: Didima Feggaria (mit Aleka Kanellidou) - 1994: Ta Ladadika - 1994: To Zeimpekiko Tou Archagelou - 1995: Kapies Fores (mit Stefanos Korkolis) - 1996: Roza | - 1996: Panta Gelastoi - 1996: San Planodio Tsirko - 1996: Louna Park - 1996: O Timvorihos - 1998: Apopse Tha 'Thela - 1998: Mana Pou Zo - 1998: Pethamenes Kalisperes - 1999: Kif - 2005: Svise To Fegari - 2005: Thes - 2007: Ego Giortazo Panta Otan Ponao - 2008: Erotas Archagelos - 2011: Otan Eho Esena |